# Palimpsesto

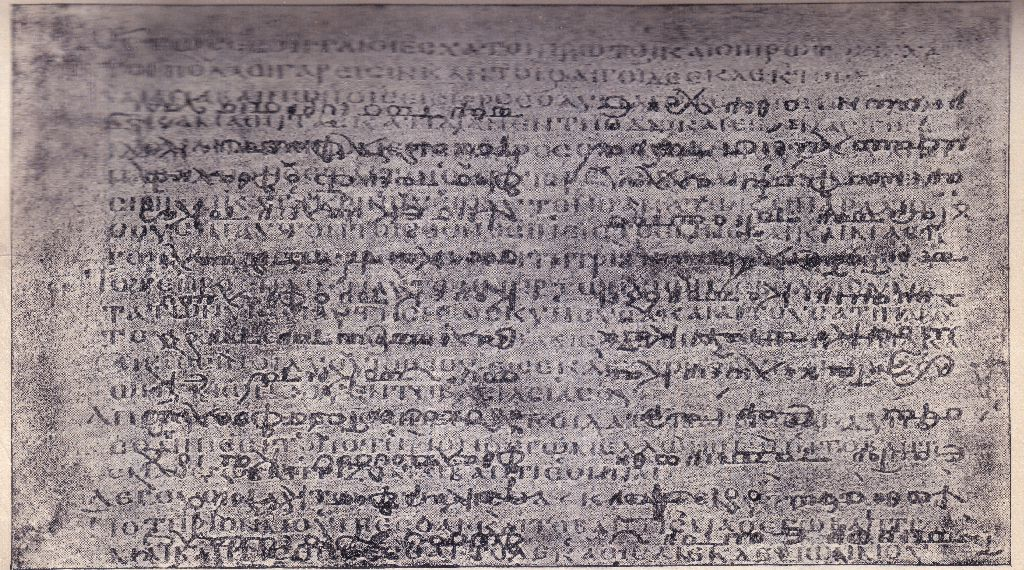
O Codex Ephraemi Rescriptus da Biblioteca Nacional da França.

Palimpsesto (do grego antigo παλίμψηστος, transl. "palímpsêstos", "aquilo que se raspa para escrever de novo": πάλιν, "de novo" e ψάω, "arranhar, raspar") designa um pergaminho ou papiro cujo texto foi eliminado para permitir a reutilização. Tal prática foi adotada na Idade Média, sobretudo entre os séculos VII e XII, devido ao elevado custo do pergaminho. A eliminação do texto era feita através de lavagem ou, mais tarde, de raspagem com pedra-pomes.
A reutilização do suporte de escrita conduziu à perda de inúmeros textos antigos — desde normas jurídicas em desuso até obras de pensadores gregos pré-cristãos.
A recuperação dos textos eliminados tem sido possível em muitos casos, através do recurso a tecnologias modernas.